# 原良馬
原 良馬（はら りょうま、1933年10月25日 - 2019年7月24日）は、群馬県出身の競馬ジャーナリスト、元俳優。
本名・荻原 昻（おぎはら たかし）。

## 略歴
東京都立北園高等学校卒業。慶應義塾大学中退後、俳優座に6期生として入所。同期には山本學、市原悦子、大山のぶ代がいる。NHK連続ドラマ『バス通り裏』などに出演。退所後は宗教雑誌発行の出版社勤務やフリーのルポライターを経て、読売新聞東京本社に、当時発行していた週刊読売記者として入社。
1969年にスピードシンボリが勝った有馬記念の特集記事を書いたことがきっかけで競馬ジャーナリストを志すようになり、1970年にデイリースポーツ東京本社へ入社。原がデイリーに入社した当時のスポーツ紙の競馬記者は調教時計を計って予想するだけのスタイルであったが、原はトラックマンデビューが38歳と他の記者よりも遅れていたため、他の記者とは違うことをやろうと主に厩舎取材に専念した。これが評判となり、他のスポーツ紙でも記者を厩舎取材に送り込むようになるなどデイリーのみならず、他紙にも大きな影響を与えることとなり、現在の記者は厩舎取材が主流となっている。
1981年からはテレビ東京『土曜競馬中継』に解説者としてレギュラー出演を開始し、1987年からは司会兼スタジオメイン解説となり、1988年にデイリースポーツを退社。その後は競馬サークルで初となる「フリーターフライター」に転身し、1989年からはラジオたんぱ第1放送『中央競馬実況中継・土曜日午前』に出演。同年には競馬ファンで知られる森田芳光監督の映画『愛と平成の色男』にバーテンダー役で出演。2008年からは、GIレースがある日曜日に全国各地のWINSを巡回するトークイベント「良馬がゆく」を開いていた（アシスタントは立花優美→守永真彩）。
2019年1月8日、2018年度のJRA賞馬事文化賞功労賞を受賞した。
晩年は体調を崩し、療養のため『ウイニング競馬』などメディアに出演する機会が少なくなっていた。2019年1月28日、先述のJRA賞馬事文化賞の表彰式に車いす姿で出席したのが公の場に姿を見せた最後となった。2019年7月24日午前7時46分、病気のため千葉県浦安市の自宅で死去。85歳没。7月27日放送の『ウイニング競馬』では番組内で追悼コーナーが設けられた。東京競馬場、ウインズ後楽園、ウインズ新白河で追悼展示が実施された。

## エピソード
- デイリー入社2年目の1971年から1977年まで夏の北海道シリーズを担当し、6月初旬から9月末まで札幌・函館に長期滞在していた。開催期間中は一度も帰京することなく、平日朝の調教から開催日のレースまで取材にあたったため、東西の調教師や騎手と接する機会が多かった。特に境勝太郎には函館での調教後の厩舎を訪問した際に「朝飯を食いに来いや」と誘われ、境が湯の川温泉で常宿にしていた閑静な小じんまりした温泉旅館で、誘われるままにお邪魔してカニやイカ刺しなど、新鮮な魚介類が膳に並ぶ豪華な朝食をご馳走になっている[7]。1978年春の美浦トレーニングセンター開場後も、境厩舎の調教取材は毎週の日課となった。1979年の天皇賞（秋）をスリージャイアンツで優勝後は、足しげく通う報道陣の数は日を追うごとに増えて、その対応にあわただしく動き回る境であったが、原には相変わらずの面倒見のよい好々爺で、顔が会うと「帰りに寄りな」と、やさしく声をかけてくれた[7]。その言葉に甘えて、調教終了後は何度もお邪魔し、寒い日には和室の炬燵で、暖かい日は奥のダイニングキッチンで愛弟子の東信二、木藤隆行、高橋明の若い騎手と一緒に、奥様手作りの朝食をいただきながら、境の競馬談義に、弟子たちと神妙に耳を傾けた[7]。境が引退後も、「原くんといっしょなら」と、美浦での公開調教や、中山場内のミニFM放送から、遠くは阪神競馬場でのイベント、仙台市内でのトークショー、そしてプラザエクウスでのGIレース検討会などで共演。境はユーモアのある話でファンを笑わせたかと思えば、辛口トークで原をはらはらさせて「先生、チャック、チャック」と口元に手をやって、原が境の話を途中でさえぎったりするなどした[7]。調教助手をしている孫・賢一の結婚披露宴の司会をしたこともあり、境に「頼むぞ」といわれて「本職のアナウンサーを紹介します」と答えたら「ダメ、決まっている」と押し切られ、やむなく引き受け、マイクの前に立ったこともある[7]。
- 横山富雄[8]とも親交があり、「夕食を食べに行こう」と声をかけられ、厩舎が全休となる月曜日、松風町の喫茶店で夕方に待ち合わせ、横山行きつけの寿司屋で新鮮なネタ寿司を頬張りながら、競馬談義に花を咲かせた[9]。東京の広い厩舎群の中で、右往左往しながら取材にあたる駆け出し記者であった当時の原に、嫌な顔一つ見せず快く応じてくれたのが横山であった[9]。1971年には春の天皇賞、宝塚記念をメジロムサシで連覇して愛馬とともに函館入りした横山であったが、取り囲む報道陣は多く、港町函館での生活が初めての原も、朝の取材時はいつもその輪の中にいた[9]。メジロムサシが62kgの重いハンデを背負わされながら、リキエイカン以下を1馬身1/4も突き放し、1番人気に応えた函館記念のヒーローインタビューの後、横山は原だけに声をかけた[9]。調教助手転向後も仲良くするなど大変世話になり、美浦で顔を合わせると、横山は「たまには家へも遊びに来てよ」と何度となく声をかけてくれたが、思うように時間も取れずに帰京してしまい、晩年は気にはかけながらも、言葉を交わす機会もなく、時が過ぎてしまった[9]。
- 1982年の有馬記念ではビクトリアクラウンを本命に推した。同年に芝の郵便貯金ホールで開かれた『有馬記念フェスティバル』に出演した際、オーナーの飯田正・政子夫妻が「うちの子に◎（二重丸）なんて・・・」と原の楽屋を訪問している。レースは12月26日に行われ、同馬は勝ったヒカリデユールに0秒4差の5着であった[10]。
- 「最強馬は?」の問いには、迷うことなくカブラヤオーと答えていた[11]。夏の北海道シリーズ取材から帰京して、東京の担当厩舎を回っていた9月初旬のある日、「珍しいネ、いまごろ」と1頭の馬の引き運動に汗を流していた厩務員が声をかけてきた[11]。原が「でっかい馬ですね。故障して休んでいた古馬ですか?」と問いかけると、厩務員は「冗談じゃあない、まだデビューしてない3歳馬だよ。こんな牛みたいな鈍感な馬と、これから先2年も、3年もつき合わされちゃかなわんよ」と返してきた[11]。のっしのっしと巨体を揺すって、重い足取りで歩くその馬こそ、カブラヤオーであった[11]。頭や顔も目立って大きく、お世辞にもスマートな体型とはいえなかった。生まれは6月13日と遅く、血統も父フアラモンド、母カブラヤという三流の域を出ない見栄えのしない凡馬で、セリ市で300万円の安価でも見向きもされず、同期のエリート馬がすでにデビューして勝ち星を挙げているなか、暑い夏まで寂しく牧場で遊んでいた[11]。そんな折に東京で競走生活を送っていた姉のカブラヤヒメが、怪我をして放牧に出ることになり、「使いものにならなかったら、すぐにでも牧場へ帰す」という条件で東京の姉のいた馬房に送り込まれた[11]。出会いからわずか1ヵ月で、牛みたいな凡馬が見違えるばかりに成長。厩務員も「1頭だと走らないのに併せて追ったら、1勝馬に喰らいついて行った。根性を見直したよ。レースへ行ったら面白いかもしれない」と言葉を弾ませてきた[11]。原はカブラヤオーの連勝街道驀進中に、在籍していたデイリー紙上で「カブラヤオー日記」なるものを毎日綴ってきた[11]。
- ほかに「心に残る名馬」の1頭としてハイセイコーと同期のヤマブキオーを挙げている。3歳暮れのデビューから9歳の有馬記念まで第一線で走り続け重賞6勝を含む通算20勝をマークした馬で、身近で取材にあたった駆け出し記者時代に"頑張れ!”と勇気を与えてくれ、競馬の楽しさ、面白さを教えてくれたのがヤマブキオーであったという[12]。競馬記者生活1年目の朝日杯3歳Sを勝ったのは、森末之助厩舎のオンワードガイであった。翌春のデイリー杯クイーンカップも、森厩舎のヤマアズマが優勝した[12]。原は「社杯を勝ったヤマアズマ、これも何かの縁だろう」と以後は足しげく通ってきた森厩舎であったが、そんなある日、森調教師ばかりでなく、オンワードガイの厩務員からも「これから入ってくるパーソロンの子はおぼえておきな」と教えられたのが、ヤマブキオーであった[12]。
- カーネルシンボリも「心に残る名馬」の1頭に挙げている[13]。きっかけは芝のない左回りダート時代の札幌で行われた1973年の北海道3歳Sで、朝から激しい雨が降り続く不良馬場での戦いとなり、結果は直線早めに抜け出したバンブトンオールを、好位追走のカーネルシンボリがゴール寸前で鼻差捕らえて期待に応えていた[13]。当時の原は駆け出し記者の域を出ない、夏の北海道シリーズ取材3年目であった。ゴール前の記者席から双眼鏡でレースを追ったあと、カメラ片手にすぐ席を立って、各馬が引き揚げてくる前に検量室へ一目散[13]。まだ余裕の持てない新米記者であった原は、焦りから雨に濡れた階段で足を滑らせ、ファンでごった返すフロアへ転落。心配そうに駆け寄るファンに「大丈夫です」とひとこと言った後、痛みが走った腕や腰をさすりながら、立ち上がって手放したボールペンと取材ノートを拾って、また駆け足でエレベーターに入った[13]。当時はまだパソコンはおろか、ファックスも記者席になく、電話1本だけの時代であった。検量室前で優勝したカーネルシンボリをカメラに収めて、2着バンブトンオールの福永洋一はじめ、惜敗組からコメントを聞いて、その後に表彰式を終えた西野桂へのヒーローインタビュー取材と続き、また慌てて記者席へ向かい、その日の夕刊に掲載の着順、成績、優勝馬の略歴、勝利騎手の簡単なコメントを、東京本社で待機の速記社員に電話で送り、それから改めて朝刊用のヒーロー原稿の執筆であった[13]。記者席にただ1人残って、北海道3歳Sの全成績、売上げ、入場者数など、全てを送り届けて、競馬場をあとにしたのは、雨が激しく降り続き、あたりはすでに真っ暗な午後8時前になっていた。待たせておいたタクシーに飛び乗って、大通公園近くにある北海道新聞社へ向かった[13]。撮影したカーネルシンボリのフィルムを、焼いてもらって東京本社へ電送する作業があり、30分も待った。会社からようやくOKが出て、滞在先のホテルへ戻ったときには、時計の針はすでに9時を回っていた。仕事がやっと終わった後、忘れていた転倒の際の痛みが、身体全体を襲ってきた。手首、右腕の肘をすりむいた程度の怪我で済んだが、この日の出来事は鮮明に記憶に残っていた[13]。